# Tribüne (KPD-Zeitung)
Die Tribüne war eine Tageszeitung der KPD im Gebiet der preußischen Provinz Sachsen und Anhalt.

## Geschichte
Sie wurde 1920 gegründet und erschien im Bezirk Magdeburg-Anhalt zunächst als Kopfblatt von Parteizeitungen aus Halle (Saale) und Berlin. 1924 errichtete die KPD in Magdeburg eine eigene Druckerei. Zunächst kamen alte Druckmaschinen zum Einsatz, was sich negativ auf die technische Qualität der Zeitung auswirkte. Die Hauptgeschäftsstelle befand sich im Magdeburger Stadtteil Sudenburg in der Sankt-Michael-Straße 16. Nebenstellen in Magdeburg bestanden in der Scharrnstraße 14 und der Roten Krebsstraße 17. Darüber hinaus gab es Zweigniederlassungen unter anderem in Aschersleben, Bernburg, Burg bei Magdeburg, Dessau, Halberstadt, Köthen, Schönebeck (Elbe), Thale und Zerbst. Die Tribüne wurde 1927 in 123 Ortschaften des Gebiets verbreitet.
Es wurden dann modernere Maschinen angeschafft. Die Druckerei erhielt eine 16-seitige Rotationsmaschine, moderne Stereotypie, zwei Linotype- und eine Intertype-Setzmaschine sowie Schnell- und Tiegel-Druckpressen. Auch die Akzidenzabteilung wurde modernisiert. Darüber hinaus bestand eine Buchbinderei.
In der Eigendarstellung gab die Tribüne an, eine konsequent revolutionäre Linie zu verfolgen und aktuelle Stellungnahmen zu allen das Proletariat interessierenden wirtschaftlichen und politischen Tagesfragen zu veröffentlichen. Von anderer Seite wurde die journalistische Arbeit kritisiert. So berichtete die Tribüne im April 1930 von einer Generalversammlung des sozialdemokratischen Reichsbanners Schwarz-Rot-Gold, die noch nicht stattgefunden hatte. Im Januar 1931 meldete die Tribüne Hermann Kasten, erster Bürgermeister von Schönebeck, sei von einem Angehörigen des Reichsbanners auf offener Straße geschlagen worden. Kasten wehrte sich gegen diese wohl frei erfundene Meldung. Nach einer gerichtlichen Auseinandersetzung wurde gegen die Seite der Tribüne eine Geldstrafe verhängt und die Veröffentlichung des Urteils in der Tribüne angeordnet. Die damals sozialdemokratische Magdeburger Volksstimme schrieb: „Mit der Zeit widert es einen an, immer wieder über die elende Verleumdungstaktik des Rubel- und Klamaukblättchens Tribüne schreiben zu müssen…“. Ein weiterer Rechtsstreit ergab sich 1932. Die Tribüne hatte in der Volksstimme erschienene Fotos von 30.000 Demonstranten der Eisernen Front auf dem Magdeburger Domplatz als gefälscht bezeichnet. Das Amtsgericht stellte die Echtheit fest und verurteilte die Tribüne zu einem Schadensersatz in Höhe von 1000 Mark.
Die Tribüne nahm als Parteizeitung eine parteiische Haltung zugunsten der KPD ein. So wurde nach einem Doppelmord an zwei Mitgliedern des Reichsbanners in Pömmelte den Nationalsozialisten die Tat zugeschrieben, obwohl die Täter ihre Mitgliedschaft bei der KPD-nahen Roten Hilfe zugaben. Die Tribüne räumte dies später ein, gab aber an, dass die beiden als Nazi-Spitzel anzusehen sein.
Von 1924 bis 1927 war Bernhard Almstadt Geschäftsführer der Zeitung. 1927 bis 1930 war Franz Moericke, 1930/31 Fritz Beyling Chefredakteur der Tribüne. Leiter des Verlags war vom 1. August 1930 bis 1932 Fritz Sattler. Als Redakteur waren Friedrich Rödel und Georg Singer für die Tribüne tätig. Ab 1930 arbeitete auch Karl Schmidt ab 1931 Jenny Matern in der Redaktion. Martin Schwantes wirkte ab 1932 für die Zeitung. Eva Lippold arbeitete hier ab 1931 als Schreibkraft.
Die Tribüne wurde Ende 1933 nach der Machtübernahme der Nationalsozialisten zwangsweise geschlossen. Am 28. Februar 1933 waren kommunistische und sozialdemokratische Zeitungen reichsweit verboten worden. Sie erschien dann über einige Zeit in der Illegalität. Der Druck erfolgte durch Willi Kutz und die Widerstandsgruppe Müller-Kühne. Bis Juli 1933 war Fritz Beyling für die Herausgabe und den Vertrieb der illegalen Tribüne verantwortlich. In der Illegalität war für die Tribüne auch Hans Hauschulz in der Verteilung tätig. Hermann Bruse fertigte Illustrationen an.